# Johann Zoffany
Johann Zoffany (Francoforte sul Meno, 13 marzo 1733 – Chiswick, 11 novembre 1810) è stato un pittore tedesco, attivo principalmente in Inghilterra.

## Biografia
Johan Zoffany nacque il 13 marzo 1733 a Francoforte sul Meno in una famiglia di origini boeme. Dopo essersi formato inizialmente come sculture in una bottega di Ellwangen (forse quella di Melchior Paulus), si accostò agli studi artistici a Regensburg, dove venne introdotto all'esercizio della pittura da Martin Speer. Nel 1750 si recò a Roma, dove studiò con Agostino Masucci. Ritornato in Germania divenne pittore di corte di Clemens Wenceslaus, grande elettore di Treviri. Nel 1760 si trasferì in Inghilterra, dove sarebbe rimasto per il resto della sua vita: dopo un iniziale periodo durante il quale lavorò per conto dell'orologiaio Stephen Rimbault, Zoffany si attrasse la benevolenza della famiglia reale, della quale godette la protezione. 
Cofondatore della Royal Academy nel 1768, Zoffany iniziò gradualmente a godere di una grande popolarità, soprattutto da quando si accostò alla pittura di soggetto teatrale: furono molti gli attori che si fecero ritrarre dal suo pennello, il più significativo dei quali era certamente David Garrick, una delle figure più influenti del mondo teatrale inglese settecentesco. A consolidare la popolarità di Zoffany fu anche la sua maestria in quelli che erano definiti theatrical conversation pieces: si trattava di un sottogenere dei «quadri di conversazione», opere pittoriche dove erano raffigurati gruppi di persone in atteggiamenti familiari o in conversazione.
Nella tarda maturità artistica, Zoffany si dedicò specialmente ad eseguire enormi dipinti dove erano raffigurati grandi gruppi di persone collocati in stanze gremite di statue e di dipinti noti al suo pubblico contemporaneo. Gli esempi più significativi in tal senso sono La biblioteca di Charles Townley al n. 7 di Park Street a Westminster, in cui è mostrato l'intero materiale statuario che Charles Townley aveva raccolto nella sua biblioteca, e La tribuna degli Uffizi, dove è rappresentata una sala della galleria degli Uffizi colma di dipinti rinascimentali, quali la Madonna del Cardellino di Raffaello e la Venere di Urbino di Tiziano.
Pur avendo scelto di risiedere in Inghilterra, Zoffany effettuò viaggi in Europa e in Asia: tra il 1776 e il 1779 fu a Vienna e a Firenze, e in quest'ultima città dipinse i ritratti della famiglia dei granduchi toscani; dal 1783 al 1789 soggiornò in India, dove eseguì dipinti di principi indiani e di scene di caccia.
Morì l'11 novembre 1810 a Strand-on-the-Green, in Inghilterra: le sue spoglie riposano nella St Anne's Church di Kew. Sulla sua tomba, il suo nome è inciso "Johan Zoffanij".